# E.T. (노래)
E.T.는 케이티 페리(Katy Perry)의 두 번째 정규앨범 (Teenage Dream) 4번째 싱글곡이다.

## 같이 보기
- 2011년 빌보드 핫 100 차트 1위 목록